# Carsten Flügel
Carsten Flügel (* 18. November 1964 in Bremen) ist ein deutscher Sportreporter.

## Biographie
Er arbeitete während seines Sportstudiums in Hamburg als freier Mitarbeiter in der Hörfunk-Redaktion des Norddeutschen Rundfunks. 1989 wechselte Flügel in die Fernseh-Sportredaktion, wo er seit 1993 als Redakteur vor allem in Sachen Fußball tätig ist. Carsten Flügel war für die ARD bei Welt- und Europameisterschaften als Berichterstatter vor Ort und ist außerdem Reporter der Frauen-Fußballnationalmannschaft. Als Redakteur begleitete er Leichtathletik- und Schwimmgroßereignisse und war auch beim Super Bowl live vor Ort.
Er kommentierte das Finale der Frauen-Fußball-WM 2003 und ist Kommentator der Sportschau. Bei den Olympischen Spielen 2016 in Rio de Janeiro war er Programmchef der ARD.